# San Simeón (California)
San Simeón es un lugar designado por el censo ubicado en el condado de San Luis Obispo en el estado estadounidense de California. En el año 2010 tenía una población de 462 habitantes.
A pesar de su modesta población, esta localidad es mundialmente famosa por ser el enclave del legendario Castillo Hearst, erigido a principios del siglo XX por el magnate William Randolph Hearst.

## Geografía

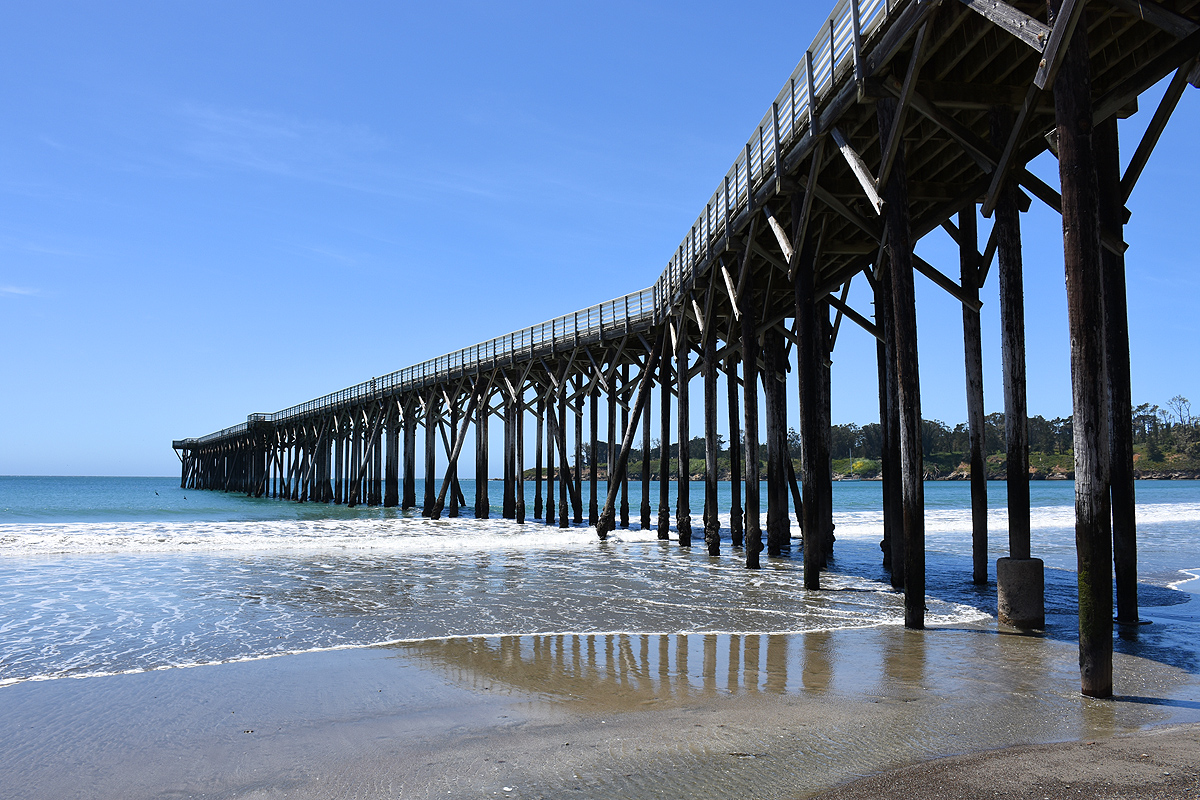
Histórico muelle de San Simeón

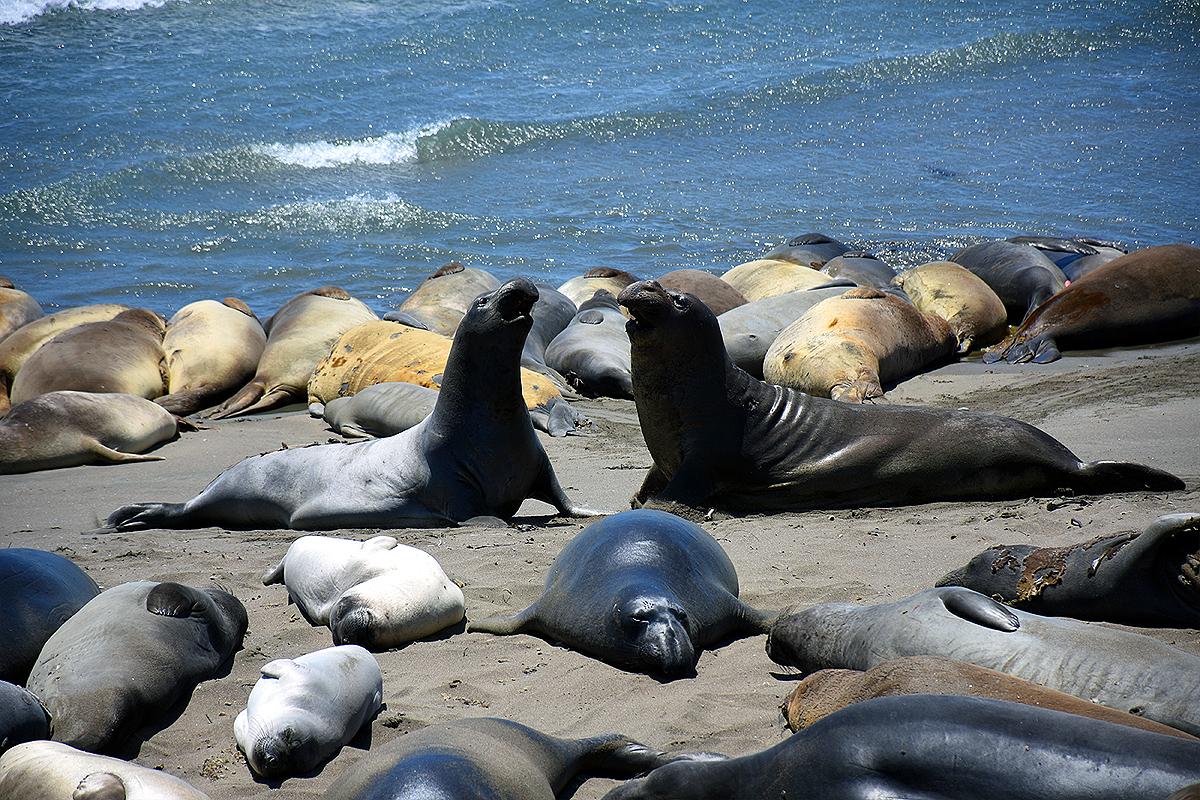
Elefantes marinos al norte de San Simeón

San Simeón se encuentra ubicado en las coordenadas 35°37′5.54″N 121°8′14.78″O / 35.6182056, -121.1374389.